# Adobe Distiller
Adobe Acrobat Distiller ist ein Computerprogramm zum Konvertieren von Dokumenten aus dem PostScript-Format in das Adobe-PDF-Format, das Standardformat der Adobe-Acrobat-Produktfamilie. Erstmals wurde es 1993 als Komponente von Acrobat ausgeliefert. In der Version Acrobat 4 wurden 1999 voreingestellte Konfigurationsdateien mit ausgeliefert, in der Version Acrobat 5 wurde 2001 ein verbessertes Farbmanagement ergänzt. Ursprünglich als eigenständige Anwendung entwickelt, wurde es später als Teil eines Druckertreibers ausgeliefert, der bei der Erstellung von PDF-Dateien aus Dateiformaten anderer Anwendungen das ursprüngliche Erscheinungsbild der Dokumente bewahrt.
Im Jahr 2000 wurde als verwandtes Produkt der Acrobat Distiller Server eingeführt. Er stellte die Möglichkeit bereit, große Mengen von PostScript-Dokumenten über eine zentralisierte Client-Server-Architektur in PDF-Dateien zu konvertieren. 2013 wurde diese Software zugunsten der PDF-Generatorkomponente von Adobe LiveCycle abgekündigt.